# Kościół św. Jadwigi Królowej w Bojanie
Kościół św. Jadwigi Królowej w Bojanie – rzymskokatolicki kościół parafialny znajdujący się w Bojanie w województwie pomorskim. Parafia wchodzi w skład dekanatu Kielno archidiecezji gdańskiej.

## Historia
- 8 czerwca 1997 – Erygowanie parafii. Wtedy też w Bojanie odprawiono pierwszą Mszę Św. Wydarzenie to miało miejsce wtedy, gdy papież Jan Paweł II na krakowskich błoniach kanonizował patronkę parafii – świętą Jadwigę Królową.
- 8 czerwca 1998 – poświęcono cmentarz.
- 3 października 1998 – rozpoczęto budowę kościoła.
- 17 lipca 1999 – wmurowano kamień węgielny w mury powstającej świątyni.
- 10 czerwca 2001 – odbyła się konsekracja trzech dzwonów, odlanych przez Janusza Felczyńskiego. Dzwony te noszą imiona: Zygmunt, Jadwiga i Faustyna[1].
- 8 czerwca 2002 – konsekrowano świątynię.
- Wrzesień 2003 – ukończono prace na dachu, oraz elewację kościoła. Rozpoczęto również prace przy budowie Golgoty, oraz Krzyża misyjnego. 5 października odbyła się Uroczystość poświęcenia Krzyża i Golgoty, której Abp Tadeusz Gocłowski.
- Styczeń 2005 – ukończono malowanie kościoła.
- Październik 2005 – poświęcono stacje Drogi Krzyżowej.
- 6 października 2006 – poświęcono fresk nad prezbiterium.
- 8 czerwca 2007 – obchody 10-lecia parafii.
- 29 marca 2008 – odbyło się poświęcenie 36 głosowych organów, oraz koncert prof. Romana Peruckiego.
- Wrzesień 2009 – ukończono granitową posadzkę w kościele. Miesiąc później wykonano schody do głównych drzwi, oraz wyłożono kamieniami plac przed głównym wejściem.
- 2010 – wydano folder ukazujący parafię, wraz z historią budowy.